# Hans-Czermak-Preis
Der Hans-Czermak-Preis ist ein Preis des Verbandes Wiener Volksbildung in Zusammenarbeit mit der Stadt Wien, der Generali Gruppe Österreich und dem ORF. Er wird vergeben in Erinnerung an den Kinderarzt und Universitätsprofessor Hans Czermak, der sich für eine humane und gewaltfreie Kindererziehung einsetzte.

## Leitgedanken und der Preis
Czermaks Leitgedanken waren:
- „Jedes Kind hat das Recht auf eine glückliche Kindheit“ und
- „die Anwendung von Gewalt und die Zufügung körperlichen oder seelischen Leides (in der Kindererziehung) sind unzulässig“.

Der Hans-Czermak-Preis wird seit 1999 im Zweijahresrhythmus verliehen, wobei vor allem Projekte prämiert werden, in deren Zentrum eine gewaltfreie Kindererziehung im Sinne Czermaks steht. Die Preise sind mit 2.200 € dotiert. Es werden auch Sonderpreise für besondere Leistungen vergeben.

## Preisträger
- 1992: Friedrich Ch. Zauner
- 1993: Das Musical Dunkle Augen – Schwarzes Haar
- 1993: Josef Christian Aigner
- 1993: Udo Jesionek
- 1994: Christine Nöstlinger[1]
- 1994: Lehrerkollegiums der Volksschule Hitzendorf in der Steiermark
- 2000: Musiker und Komponist Josef Stolz[2]
- 2000: Franz-Joseph Huainigg für das Projekt Schülerradio 1476[3]
- 2002: Facharzt für Kinderneuropsychiatrie Max Friedrich
- 2002: Künstlergruppe „gecko-art“ für das Projekt Out of Babel für den Bereich Volksbildung[4]
- 2002: Rosa Logar, Obfrau der Autonomen Österreichischen Frauenhäuser
- 2007: Privatschule KreaMont aus St. Andrä-Wördern für den Bereich Volksbildung
- 2007: Gym-Company des BG/BRG Gmunden für das Schülermusical „Shockheaded Struwwelpeter“ für den Bereich bildende Kunst
- 2007: Gertrude Fröhlich-Sandner[5]
- 2009: La Leche Liga für Informationen und emotionale Unterstützung stillender Frauen[6]
- 2009: 4. Klasse der Höheren Bundeslehranstalt für Tourismus und wirtschaftliche Berufe Bergheidengasse (HLTW 13) für ihr Projekt Wider die Gewalt[7]
- 2009: Kurt Scholz[8]